# Linkeus (syn Ajgyptosa)
Linkeus (stgr. Λυνκεύς Lynkeús) – w mitologii greckiej syn Ajgyptosa, mąż córki Danaosa, Hypermnestry. Jedyny z synów Ajgyptosa, który nie został zamordowany przez żonę w noc poślubną.